# El Kani
El Kani (derivat del seu nom anterior Cani) o El Kleb, és una petita illa situada a uns 20 km al nord-est de Bizerta, a la governació de Bizerta a Tunísia. L'illa disposa d'un far i a la vora té una roca distingida com a Petita Kani.